# Vesterbrokredsen
Vesterbrokredsen er fra 2007 en opstillingskreds i Københavns Storkreds. I 1920-2006 var kredsen en opstillingskreds i Vestre Storkreds.
Den 8. februar 2005 var der 20.544 stemmeberettigede vælgere i kredsen.
Kredsen rummer flg. kommuner og valgsteder:

I parentes er anført afstemningsområdernes tilhørsforhold før 2007
- Del af Københavns Kommune
  - 9. Vest (Uændret)
  - 9. Vesterbro (Uændret)
  - 9. Øst (dækker også en lille del af afstemningsområde 3. Rådhus fra Rådhuskredsen. Dvs. stykket vest for Bernstorffsgade fra Vesterbrogade til Havneløbet.)

## Folketingskandidater pr. 17/1-2019
| Liste | Parti                       | Kandidat | Bemærk                                                           |
| ----- | --------------------------- | --- | ---------------------------------------------------------------- |
| A     | Socialdemokratiet           | Niels E. Bjerrum |                                                                  |
| B     | Radikale Venstre            | |                                                                  |
| C     | Det Konservative Folkeparti | Lasse Vogel Andersen, Helle Bonnesen |                                                                  |
| D     | Nye Borgerlige              | Tom Andkjær |                                                                  |
| F     | Socialistisk Folkeparti     | |                                                                  |
| I     | Liberal Alliance            | |                                                                  |
| O     | Dansk Folkeparti            | Laila Sortland |                                                                  |
| V     | Venstre                     | Jens-Kristian Lütken, beskæftigelses- og integrationsborgmester |                                                                  |
| Ø     | Enhedslisten                | Rosa Lund |                                                                  |
| Å     | Alternativet                | Uffe Elbæk, Carolina Magdalene Maier, Kåre Traberg Smidt, Jan Kristoffersen, Asbjørn William Ammitzbøll Flügge, Henrik Marstal, Jonathan Ries, Nina Svane-Mikkelsen, Shahzad Riaz, Rolf Bjerre, Mette Rose Nielsen | Er opstillet i samtlige opstillingskredse i Københavns Storkreds |